# Phân hiệu Trường Đại học Tài nguyên và Môi trường Hà Nội tại Thanh Hóa
Phân hiệu Trường Đại học Tài nguyên và Môi trường Hà Nội tại Thanh Hóa trước đây là Trường Cao đẳng Tài nguyên và Môi trường Miền Trung trực thuộc Bộ Tài nguyên và Môi trường và là phân hiệu của Trường Đại học Tài nguyên và Môi trường Hà Nội. Phân hiệu được đặt tại phường Ba Đình, thị xã Bỉm Sơn, tỉnh Thanh Hóa.

## Lịch sử hình thành
Trường Cao đẳng Tài nguyên và Môi trường Miền Trung, tiền thân là Lớp công nhân Đo đạc, được thành lập theo Quyết định số 115 QĐ/TC ngày 05/09/1968 của Bộ Nông Trường (nay là Bộ Nông nghiệp và Phát triển nông thôn), đóng tại địa bàn huyện Quốc Oai, tỉnh Hà Tây.
Cuối năm 1969, được nâng cấp thành thành Trường Trung cấp Đo đạc - Bản đồ và chuyển về xã Hà Dương, huyện Hà Trung, tỉnh Thanh Hoá (nay là phường Ba Đình, thị xã Bỉm Sơn, tỉnh Thanh Hoá).
Trường được đổi tên một số lần cho phù hợp với tên của cơ quan chủ quản và phù hợp với chức năng, nhiệm vụ được giao như: Trường Trung học Đo đạc - Bản đồ và Quản lý ruộng đất, trường Trung học Quản lý ruộng đất, trường Trung học Địa chính Trung ương II, trường Trung học Tài nguyên và Môi trường Trung ương...
Ngày 28/07/2008 Quyết định số 4164/ QĐ- BGD&ĐT của Bộ GD&ĐT chính thức thành lập trường Cao đẳng Tài nguyên và Môi trường Miền Trung trên cơ sở trường Trung cấp Tài nguyên và Môi trường Trung ương.
Ngày 9/4/2018, Công bố quyết định thành lập Phân hiệu Trường Đại học Tài nguyên và Môi trường Hà Nội tại tỉnh Thanh Hóa, có địa chỉ số 04 - Trần Phú, phường Ba Đình, TX Bỉm Sơn, tỉnh Thanh Hóa.

## Đào tạo
Trường đào tạo cán bộ ở các trình độ khác nhau từ công nhân kĩ thuật, nhân viên nghiệp vụ, trung cấp và cao đẳng: Trắc địa, bản đồ, nông hoá thổ nhưỡng, quản lý đất đai, quản lý nhà đất, lưu trữ thông tin, tư liệu địa chính, quản lý môi trường, kỹ thuật môi trường, tin học ứng dụng.
Từ năm 2019, Phân hiệu được phép đào tạo 07 ngành đại học hệ chính quy:
1. Kế toán
2. Quản lý đất đai
3. Công nghệ kỹ thuật môi trường
4. Kỹ thuật trắc địa - bản đồ
5. Công nghệ thông tin
6. Quản lý tài nguyên và môi trường
7. Quản trị dịch vụ du lịch và lữ hành

## Thành tích
- Huân chương lao động hạng Ba